# Dame blanche (légende)
Pour les articles homonymes, voir Dame blanche.

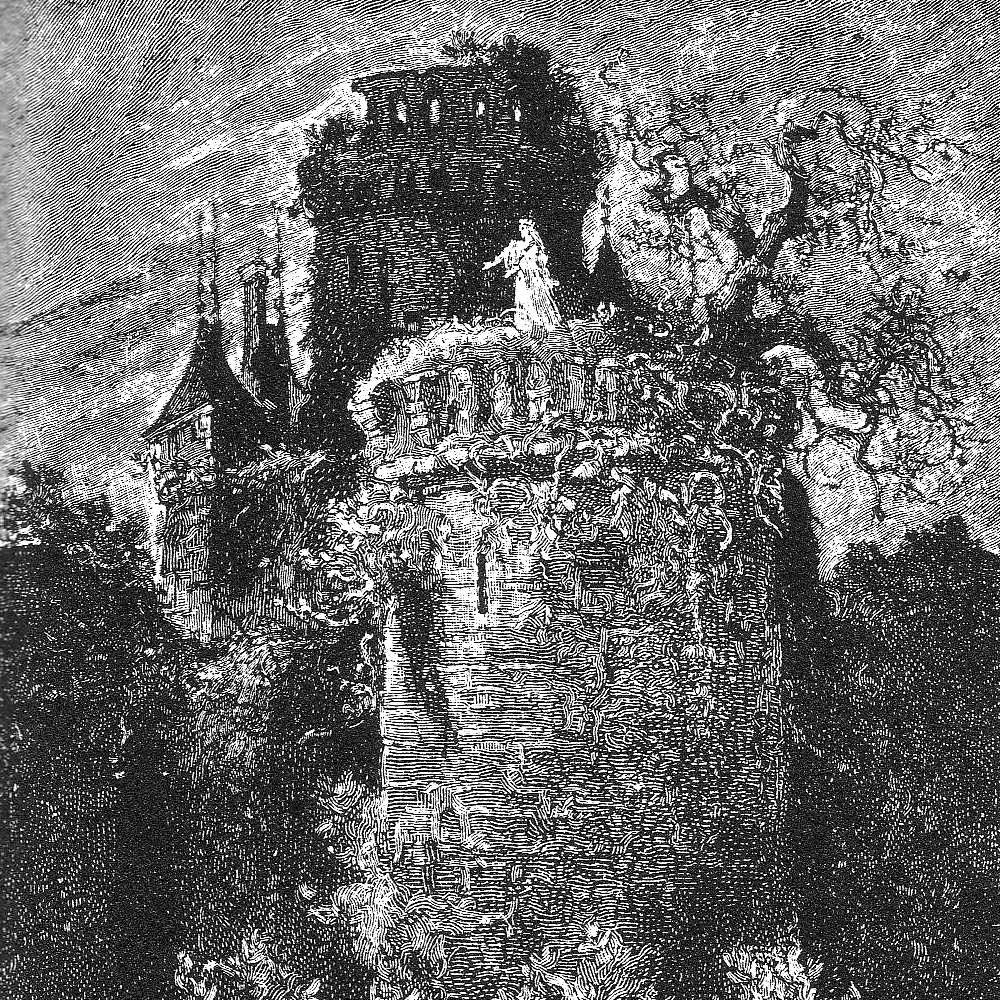
Dame blanche au sommet d'une tour. Gravure de Léon Benett parue dans le roman Le Château des Carpathes de Jules Verne en 1892.

L’appellation dame blanche est donnée à des mythes ou à des apparitions de natures diverses. Il peut s’agir soit d’entités surnaturelles tenant les rôles de fées, de sorcières, de lavandières de nuit ou d’annonciatrices de mort prochaine, soit de fantômes de femmes décédées lorsqu’il s’agit de spectres hantant des châteaux ou d’auto-stoppeuses fantômes.
Quelles que soient leurs formes, les légendes des dames blanches se trouvent un peu partout en Europe et en Amérique du Nord.

## Typologie

### Fées

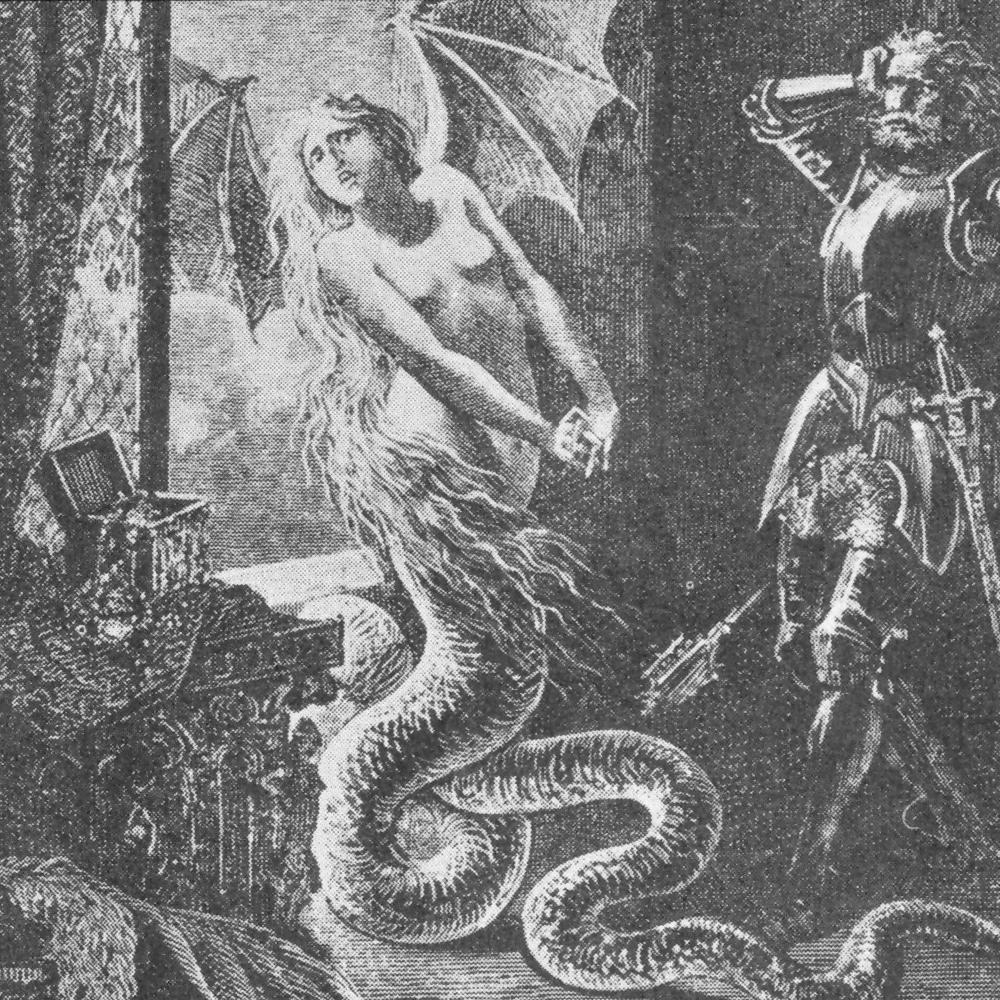
Mélusine découverte par Raymond de Lusignan, 1870, gravure anonyme.

Dans le folklore ancien, il s'agit de fées, moitié déesses, moitié sorcières, que l’on rencontre dans tous les pays du monde. Elles ont une parenté évidente avec la reine Guenièvre de la légende arthurienne et la fée Mélusine. Elles habitent landes et forêts la nuit et s’attaquent parfois aux rares passants. Pour le savant jésuite Martín Antonio Delrío : « Il y a une sorte de spectres peu dangereux qui apparaissent en femmes toutes blanches dans les bois et dans les prairies ; parfois on les voit dans les écuries, tenant des chandelles allumées dont elles laissent tomber des gouttes sur le toupet et les crins des chevaux, qu’elles peignent et qu’elle tressent ensuite fort proprement. »
Elles sont encore connues dans les sites suivants : la chute Montmorency (Québec), Tonneville (France, Manche), le lac de Paladru (France, Isère) et de nombreux lieux dans les Pyrénées (daunas blancas, damas blancas), notamment des grottes, comme celle de Massabielle à Lourdes avant les visions de Bernadette Soubirous, ayant constitué des habitats préhistoriques. En Comminges, les Aubegas, en Barousse, les Blanquetas.
Dans le légendaire pyrénéen, on trouve des dames blanches, assimilables à des personnes de sang royal ou princier (ou à leurs spectres), qui jouent un rôle protecteur. C’est le cas en Andorre, où une dame blanche apparaissait près de la cascade d’Auvinyà. Elle habitait une tour voisine et est apparue à plusieurs reprises pour défendre le territoire andorran contre les visées d’un évêque d’Urgel, puis contre les attaques d’un loup monstrueux qui n’était autre que cet évêque métamorphosé.

### Lavandières de nuit

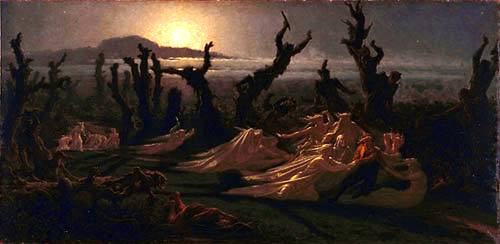
Yan' Dargent, Les Lavandières de la nuit, 1861, huile sur toile,.

Une variété de dame blanche est constituée par les lavandières de nuit. C’est un mythe présent dans de nombreuses régions d’Europe, sous des noms divers : Kannerez-noz, Night washerwoman, Bean nighe, Lavandeira Da Noite, Lamina, Bugadiero, Gollières à noz, etc.

« En Bretagne, des femmes blanches qu'on appelle lavandières ou chanteuses de nuit, lavent leur linge en chantant au clair de Lune dans des fontaines écartées; elles invitent les passants à tordre leur linge et cassent les bras à qui les aide de mauvaise grâce. »

### Messagères

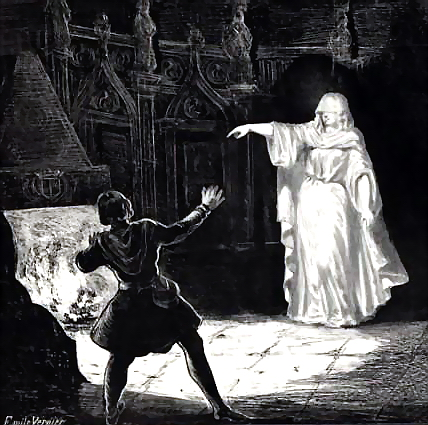
Apparition de la Dame blanche dans l'opéra-comique de Boieldieu.

La dame blanche annonciatrice d’une mort prochaine peut être rapprochée de l’ancien mythe irlandais de la banshee ou encore de la légende de la fée Mélusine au XIVe siècle : attachée à la puissante lignée des Lusignan, son apparition sur une des tours du château de Lusignan, accompagnée de hurlements lugubres et de sifflements, annonçait la mort d’un membre de la famille dans les trois jours.
Selon Érasme, « Un des faits les plus connus demeure l’apparition de la dame blanche aux familles princières. » Au début du XVIe siècle, de nombreuses grandes familles aristocratiques européennes avaient leur dame blanche attitrée. Plus stylées que leurs ancêtres, elles ne hurlent pas et peuvent même parfois se montrer protectrices, telle la « dame blanche de Krumlov », attachée à la puissante famille Rožmberk (Rosenberg) de Bohème qui apparut plusieurs fois en 1539 auprès de l’héritier nouveau-né. La dame blanche attachée à la maison germanique des Neuhaus est ambivalente, elle annonce une mort si elle porte des gants noirs, mais aussi un heureux présage si ses gants sont blancs. On trouve des dames blanches attachées aux Habsbourg, aux Hohenzollern, aux Brunswick, aux Brandebourg, aux Bade, aux Pernstein,. Une dame blanche serait aussi apparue à l’empereur Charles Quint en 1558, la veille de sa mort, au monastère de Yuste où il s’était retiré. C’est cette dame blanche qui est à l'origine du personnage de la Nonne sanglante.

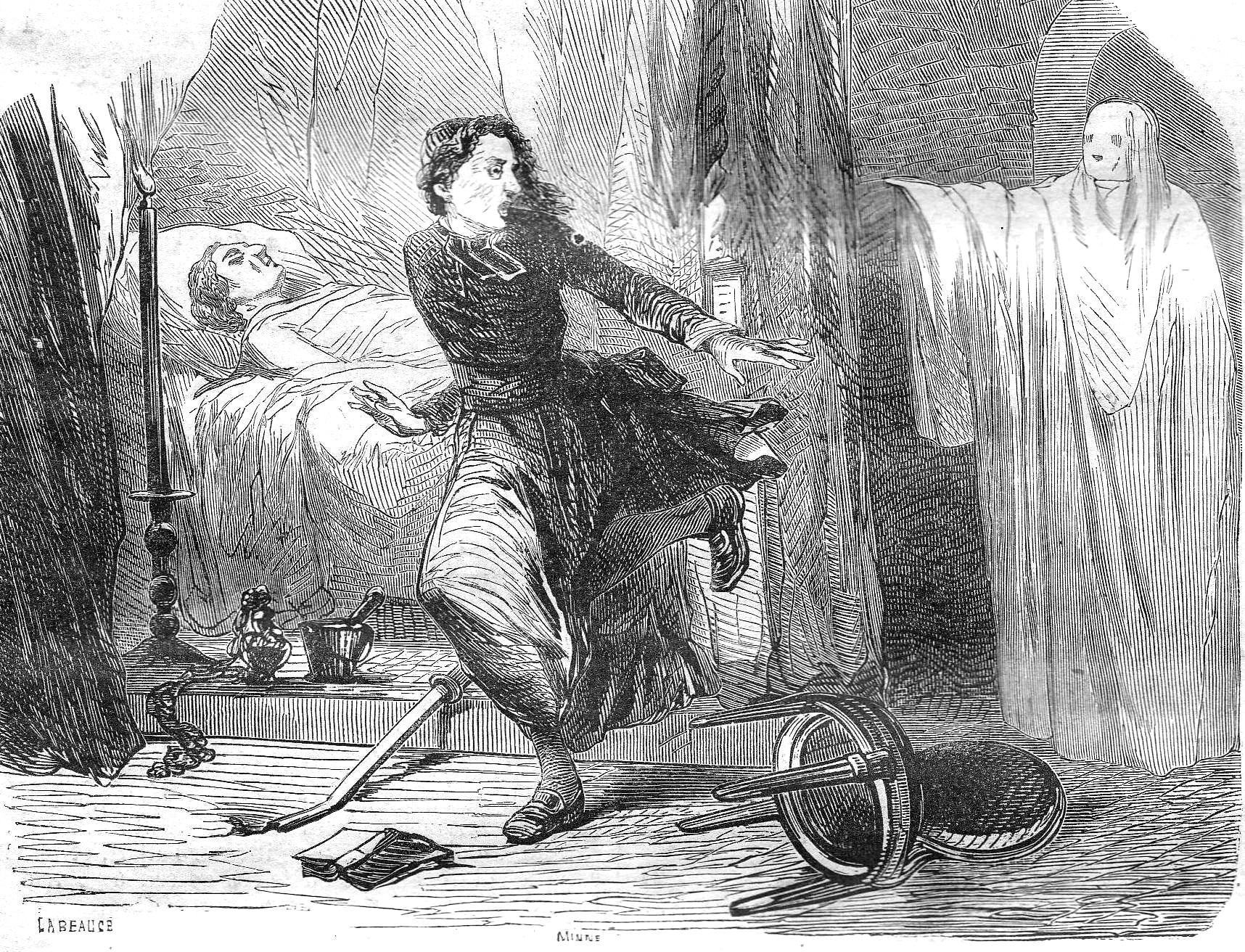
Dame blanche messagère de mort au XIXe siècle.

La double apparition d’une dame blanche au prince Louis-Ferdinand de Prusse, la veille et le jour de sa mort tragique sur le champ de bataille de Saalfeld, eut pour témoin le comte Grégoire Nortiz qui, prussien d’origine, passa en 1813 au service de la Russie et mourut, en 1838, aide-de-camp du tsar Nicolas. Le comte Nortiz rédigea, quelques heures après l’évènement survenu au château du duc de Schwarzbourg-Rudolstadt le 9 octobre 1806 vers minuit, un récit qui est conservé dans les archives de la Maison des Hohenzollern. En juillet 1832, c'est à l'Aiglon, fils de Napoléon Ier, qu'elle serait apparue la veille de sa mort. En novembre 1835, alors que le prince de Montfort résidait à Stuttgart auprès de son oncle le roi Guillaume Ier de Wurtemberg, une dame blanche serait apparue dans une galerie du vieux château, annonçant par sa présence l'imminence d'un décès. Le présage, rapporté par des sentinelles, aurait été pris au sérieux par le roi, qui s'inquiéta pour sa sœur, la princesse Catherine de Wurtemberg, mère du prince de Montfort. Celle-ci mourut effectivement à Lausanne le 29 novembre 1835. Cette même dame blanche, que la tradition présentait comme le spectre d'une folle infanticide, serait déjà apparue en 1819 à la veille de la mort de Catherine Pavlovna de Russie, seconde épouse du roi Guillaume.
En 1889, un domestique aurait vu une dame blanche rôder dans le parc de Mayerling la nuit du célèbre drame. Pendant son séjour à Caux, près de Montreux, l'impératrice Sissi prétendit, le 30 août 1898, avoir vu distinctement la dame blanche la nuit, soit 11 jours avant son assassinat à Genève.

### Spectres
Les légendes évoluent dans le temps. En 1880, le folkloriste Paul Sébillot note que les dames blanches semblent avoir cessé d’annoncer les morts aristocratiques, mais qu'elles restent très présentes en tant que fantômes de lieux (grande hantise), essentiellement dans des châteaux où elles sont fréquemment supposées garder un trésor légendaire : « En plusieurs endroits se promènent des dames blanches, qui recherchent surtout le voisinage des anciens châteaux. »

### Dames vertes

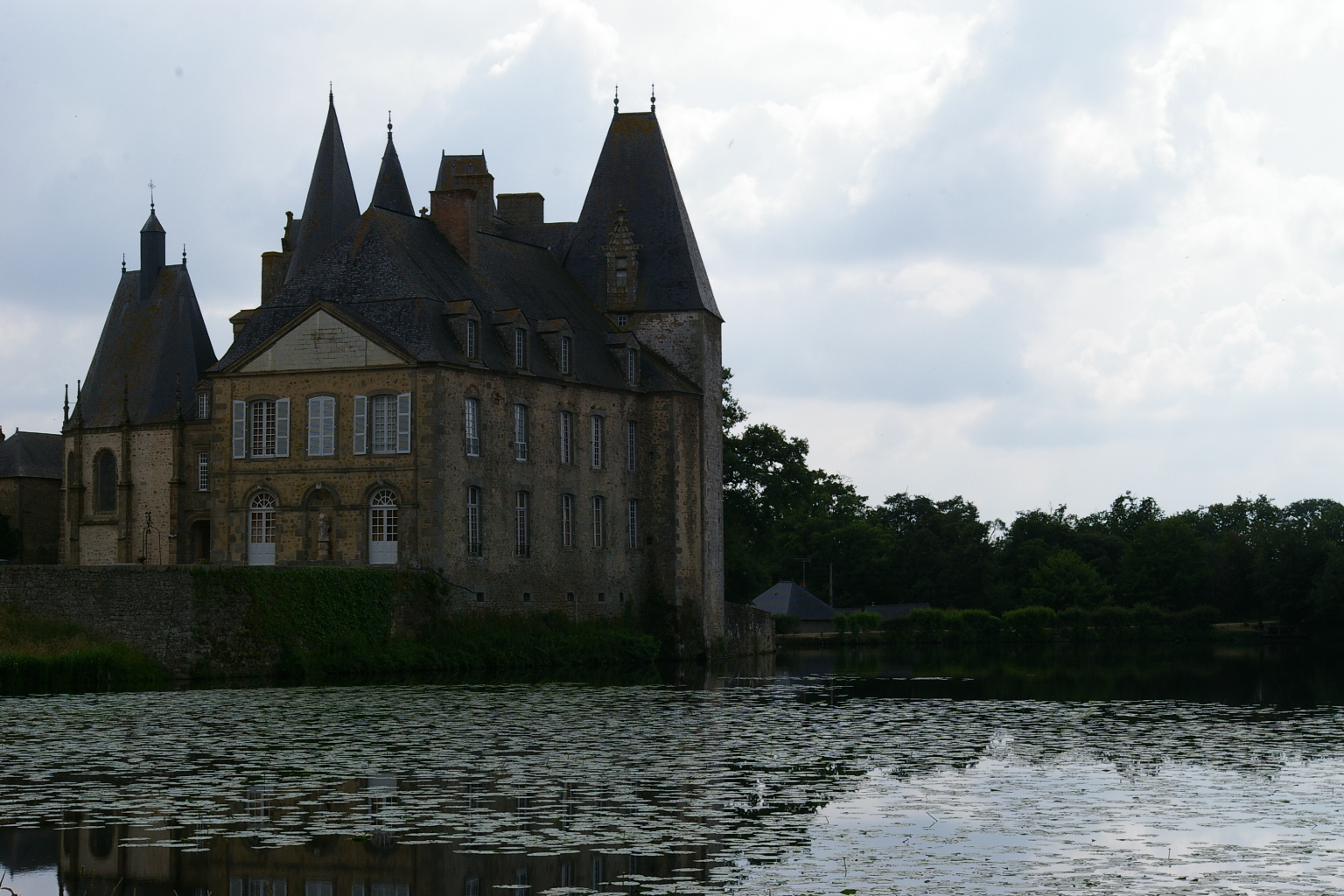
Le château du Rocher et son étang au crépuscule.

Il semble que les dames vertes ne diffèrent des dames blanches, qu’elles soient fées ou spectres, que par la couleur de leur vêtement. Il faut peut-être chercher leur origine dans la tradition du pays de Galles qui veut que les fées soient habillées de vert afin de mieux se cacher dans les feuillages. Il ne s’agit pas d’une variante exceptionnelle, car elles sont signalées dans de nombreux lieux.
Il existe également des grottes de la Dame Verte en Franche-Comté, telle celle des Nans. La dame verte est aussi présente dans le folklore picard.

### Auto-stoppeuses fantômes
Une évolution récente du mythe de la dame blanche est celui de l’auto-stoppeuse fantôme. Il s’agit presque exclusivement d’apparitions de femmes, même s’il existe quelques cas d’auto-stoppeurs. Dans le scénario le plus courant, une femme habillée en blanc fait de l’auto-stop la nuit et, après être montée dans un véhicule, disparaît brusquement, soit à l’approche d’un passage dangereux en poussant un cri d’alarme, soit en arrivant à une adresse donnée. Ce phénomène connu un peu partout dans le monde est généralement considéré comme appartenant aux légendes urbaines.
Contrairement aux dames blanches « fées » ou « messagères » qui sont des entités, les auto-stoppeuses fantômes semblent être toujours le fantôme d’une personne contemporaine morte accidentellement.
Ainsi à Palavas-les-Flots, près du Pont des Quatre-Canaux, le 20 mai 1981, quatre jeunes gens, âgés de 17 à 25 ans, rentrant d'une soirée en voiture, prennent en stop vers minuit une dame d'une cinquantaine d'années, au teint pâle toute vêtue de blanc, allant comme eux à Montpellier. À l'approche d'un virage particulièrement serré au Pont vert, la dame crie « Attention au virage, attention au virage ! », le conducteur ralentit, évitant sans doute un accident. Mais à cet instant la dame disparaît, au grand effroi des jeunes gens. Choqués ils font une déposition à la gendarmerie. L'audition de chacun, menée séparément, ne présentera aucune incohérence, l'enquête ne donnera aucune explication. Quelques mois auparavant, une femme serait morte dans un accident dans ce même virage. Francis Attard, alors journaliste au Midi Libre en parlera dans un livre,.

### Reines de France

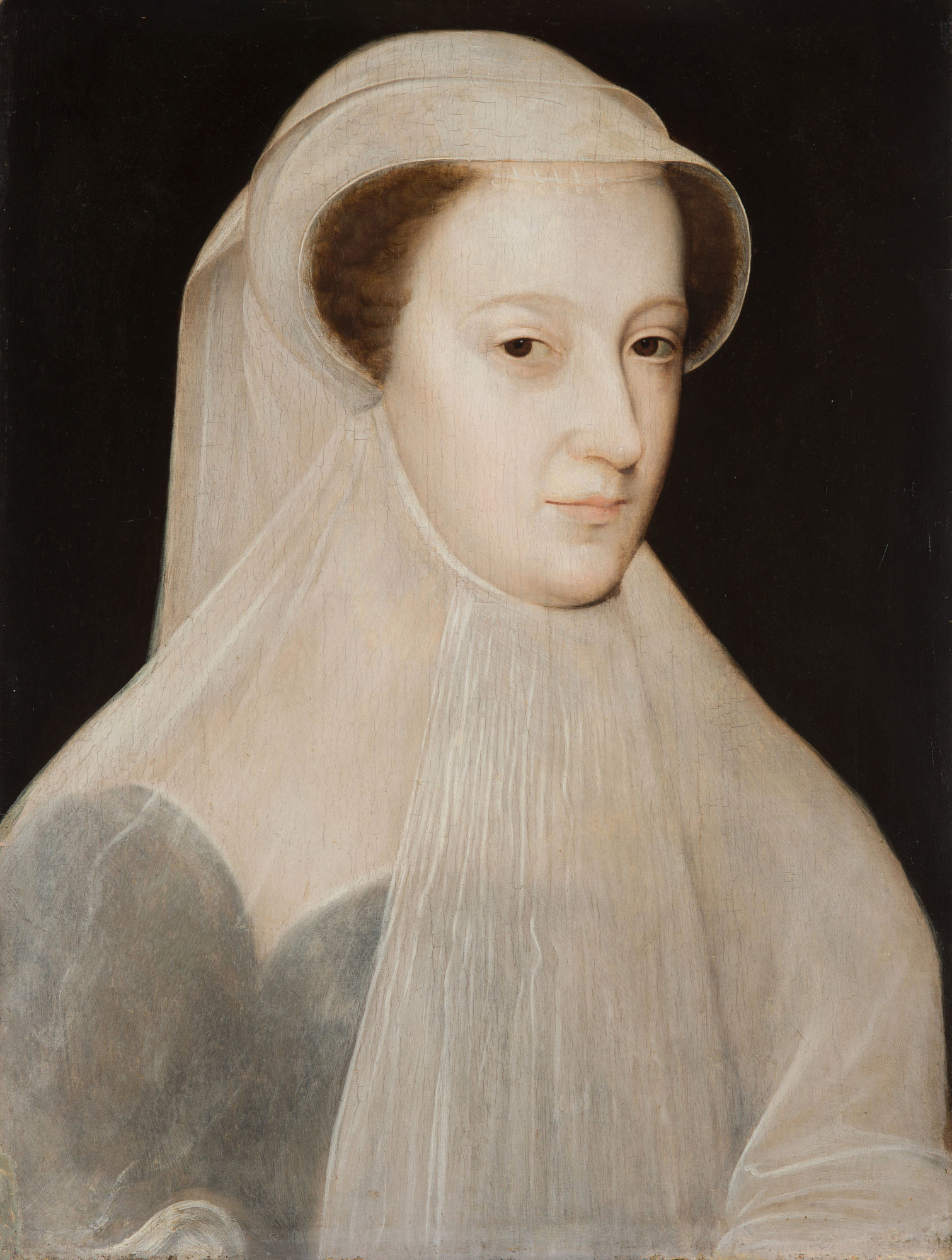
Marie Stuart en deuil blanc, huile sur panneau de François Clouet, vers 1560.

À côté des différentes légendes, une ancienne tradition voulait que les reines de France portent le deuil de leur royal époux dans des vêtements blancs, ce qui leur valait le surnom de « reines blanches » ou de « dames blanches ». Cet usage perdura jusqu’au XVIe siècle, au moins dans leur appellation :

« Brantôme auroit dû ajouter que la Reine Anne fut la première Reine de France, qui après la mort de Charles VIII (1498) changea la couleur de l’habit de deuil porté par ses semblables ; c’étoit le blanc, & elle prit le noir. »

« Sous le règne de Henri III (1551-1589), on appelait encore reines blanches les reines veuves de nos rois. « Henri III en arrivant à Paris, alla saluer la reine blanche », dit l’Estoile : c’était Élisabeth d’Autriche, veuve de Charles IX. »

Louise de Lorraine, veuve d'Henri III, s’est retirée au château de Chenonceau et a porté des vêtements blancs jusqu’à la fin de sa vie, ce qui lui a valu le surnom de « dame blanche ».

## Origines
Outre des origines purement imaginaires, certains évènements nocturnes peuvent avoir stimulé, sans nécessairement le créer, le mythe des dames blanches champêtres. Pour les lavandières de nuit, il s’agit du coassement rythmé de certaines grenouilles reproduisant le bruit des battoirs, la nuit au bord des mares. Une autre explication serait la vision de certains rapaces nocturnes, telle la chouette effraie, dont un des surnoms est précisément « dame blanche ».

« Elle était haute comme un jeune garçon avec un plumage blanc dans lequel la lune donnait de tous ses feux. De loin, et mes cheveux s’en sont dressés sur la tête, on aurait dit une dame blanche. Ma terreur ne fit que s’accroître lorsqu’elle poussa un cri semblable à celui d’une femme qu’on égorge… »

## Dans la culture populaire

### Littérature
- La Dame blanche des Habsbourg / Paul Morand. Paris : Perrin, 1980, 256 p.  (ISBN 2-262-00186-3)
- La Dame blanche était en noir / Michel Brosseau. Plougastel-Daoulas : EdB, coll. "Polars & grimoires", 09/2009, 194 p.  (ISBN 978-2-35998-001-1). Rééd. Dinan : Terre de brume, 05/2011, 208 p.  (ISBN 978-2-84362-456-8).
- La Dame blanche / Pierre Meige. Paris : Ours blanc, 03/2003, 128 p.  (ISBN 2-914362-18-8)
- Les Lieux de l'au-delà : guide des fantômes, dames blanches et auto-stoppeuses évanescentes en France, Belgique et Suisse / Didier Audinot. Agnières : Temps présent, coll. "Enigma", 10/2007, 377 p.  (ISBN 2-35185-015-7)
- Le Livre des Dames blanches / Stéphanie Del Regno ; préface de Yves Lignon. Toulouse : Éditions de la Vallée heureuse, coll. "Personnages & créatures légendaires", juin 2018, 206 p.  (ISBN 978-2-36696-052-5)

### Musique
- La Dame blanche, opéra-comique d’Eugène Scribe et François Adrien Boieldieu (1825).
- Raymonda, ballet d’Alexandre Glazounov et Marius Petipa (1898).

### Télévision
- 1998, 20e épisode de la série télévisée d'animation Fifi Brindacier : Fifi et la dame blanche
- La Dame blanche (Pilot), épisode 1 de la première saison de la série télévisée Supernatural.
- émission Mystères - La Dame Blanche .

### Théâtre
- La Dame blanche / Sébastien Azzopardi et Sacha Danino. Paris : Avant-scène théâtre, coll. "Collection des Quatre-vents", septembre 2015, 87 p.  (ISBN 978-2-7498-1333-2)

### Radio
- La Dame blanche de Palavas (série « La France mystérieuse, des histoires fantastiques » par Tom Novembre. Auteur : Fabrice Colin. France bleu, 24 juillet 2016[26].

### Cinéma
- 2003 : Dead End, film franco-américain réalisé par Jean-Baptiste Andrea et Fabrice Canepa.
- 2019 : La Malédiction de la dame blanche, film américain réalisé par Michael Chaves.